# Cassipourea phoeotricha
Cassipourea phoeotricha är en tvåhjärtbladig växtart som beskrevs av Louis René Tulasne. Cassipourea phoeotricha ingår i släktet Cassipourea, och familjen Rhizophoraceae. Inga underarter finns listade i Catalogue of Life.